# Yohio
Kevin Johio Lucas Rehn Eires[uttal], artistnamn Yohio (stiliserat YOHIO), född 12 juli 1995 i Stockholm, är en svensk artist och låtskrivare.
Yohios utstyrsel, framtoning och musik är starkt inspirerade av den japanska musikgenren visual kei, och han har även släppt en skiva i Japan. Med detta som draghjälp fick Yohio sitt stora genomslag i Melodifestivalen 2013, där han kom 2:a med låten "Heartbreak Hotel", som även lyckades ta sig in på Svensktoppen.
Yohio var tidigare gitarrist i bandet Seremedy.

## Biografi

### Karriär

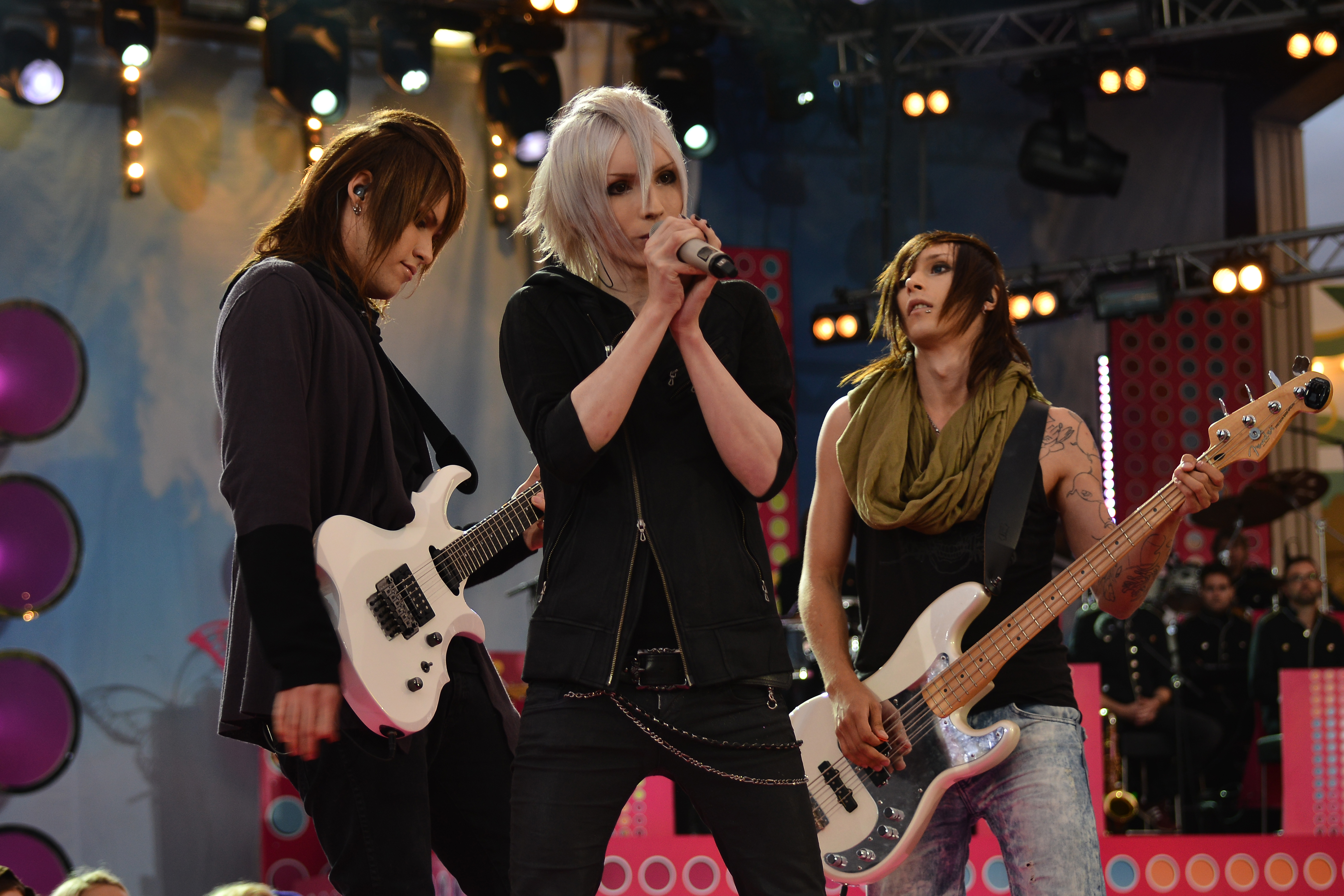
Yohio uppträder på Sommarkrysset 2013.

Yohio föddes i Stockholm men har vuxit upp i Sundsvall. Han började spela piano vid sex års ålder och övergick sedan till gitarr när han var 11 år. I 14-årsåldern började han som gitarrist i bandet Seremedy som var aktiva i Sverige under 2010. År 2011 gav de sig till Japan på en självorganiserad turné med åtta spelningar under april och maj 2011.
Yohio fick först skivkontrakt med svenska Ninetone Records (ägda av Universal), senare med japanska Universal. Yohio har själv utgett sig för att vara väldigt populär i Japan med stora framgångar där, och han har beskrivits som en stor stjärna i Japan i flera svenska medier medan journalister som bor i japan har jämfört honom i storlek med ett litet up-and-coming indieband.:5m10s Hans japanska uttal när han sjunger bedöms vara mycket bra och gränsar till att det inte går att särskilja från inhemska artister.:2m44s När Yohio först uppmärksammades i Svenska medier omkring 2012 låg det ett stort fokus på att han klädde sig som en flicka.
Hans första släpp i Japan, EP:n Reach the Sky, kom som högst på plats 85 på de japanska topplistorna, medan hans hittills enda CD-release, Break the Border (som släpptes 26 juni 2013), endast hade en placering en vecka, på plats 285.
Yohio medverkade i Melodifestivalen 2013 med låten "Heartbreak Hotel" som gick direkt till final i den första deltävlingen i Telenor Arena i Karlskrona den 2 februari 2013 och även nådde plats 4 på Svensktoppen. Låten skrevs tillsammans med Johan Fransson, Tobias Lundgren, Tim Larsson och Henrik Göranson. I Melodifestival-finalen slutade låten på andra plats med 133 poäng, 33 poäng efter ettan Robin Stjernberg.
År 2014 uppträdde han i Melodifestivalens första deltävling med låten "To the End", som gick direkt till final.
Finalen i Melodifestivalen 2014 gick i Friends Arena, där Yohio slutade på en 6:e plats med 82 poäng.
År 2016 flyttade han till Tokyo för att satsa på en japansk karriär, med mål om att släppa en ny CD, men han återvände till Sverige två år senare utan att ha släppt några nya alster i Japan under eget namn. Han släppte dock en singel, "Within the Void" tillsammans med sitt band Disreign, men den lyckades inte ranka sig in på Oricon:s top-300-lista som publiceras veckovis.

### Dubbning
Yohio har även arbetat med dubbning av film. Bland annat gjorde han den manliga huvudrollsrösten till den svenska versionen av Your Name.

### Artistnamn
Artistnamnet Yohio har sitt ursprung i ett av artistens förnamn, Johio, som hans föräldrar hämtade från huvudpersonen i operan Tranfjädrarna. I operan stavas namnet med "Y" vilket han också valt att använda som artist.
Namnet är i marknadsföringssammanhang versaliserat "YOHIO", vilket även gäller bandet Seremedy  och dess medlemmar.

### Familj
Yohio är son till Tommy Rehn som var gitarrist i hårdrocksbandet Corroded och fungerar som manager för Yohio. Yohio är därtill brorson till Chris Rehn som är medlem i Takida och sonson till Jan-Eric Rehn som var gitarrist i popbandet The Panthers från Tallåsen i Ljusdals kommun på 1960-talet. Yohio är uppvuxen och bosatt i Sundsvall sedan år 2007, med undantag för tiden i Japan.

## Diskografi

### Studioalbum
- 2013 – Break the Border
- 2014 – Together We Stand Alone
- 2015 – Snöängelns rike
- 2020 – A Pretty Picture in a Most Disturbing Way

### EP
- 2012 –  Reach the Sky
- 2013 – Heartbreak Hotel
- 2014 –  To the End

### Singlar
- 2012 – "Sky Limit"
- 2012 – "Our Story"
- 2013 – "Heartbreak Hotel"
- 2013 – "Himlen är oskyldigt blå"
- 2013 – "Revolution"
- 2013 – "You're the One"
- 2013 – "Welcome to the City"
- 2014 – "To the End"
- 2014 – "Rocket"
- 2016 – "Zchlagernörden Ibrahimovic (feat. Johan Petersson)"
- 2017 – "夏の終わりの約束"
- 2018 – "Tick Tack (Genius)"
- 2018 – "Merry Go Round"[26]
- 2019 – "My Nocturnal Serenade"
- 2019 – "Silent Rebellion"
- 2019 – "Defeating a devil a day"
- 2020 – "Oh My.. Polkadot Politics"
- 2020 – "LIGHT MY WAY"
- 2020 – "Daydreams"
- 2020 – "Opera #2"
- 2020 – "You'll Believe It (If You Sing It)"

## Svensktoppen

### Låtar på listan
Heartbreak Hotel – 2013

### Missade listan
To the End – 2014

## DVD
2013 - Break the Border Tour Final @ Annexet, Stockholm 2013-10-05

## Som skådespelare
- 2015 – Jordskott
- 2015 – Snövit – The Musical[27]
- 2017 – Jordskott (TV-serie)